# گورستان شماره ۴ تیس
قبرستان شماره ۴ تیس مربوط به سدهٔ ۴ ه.ق تا دوره صفوی است و در شهرستان چابهار، بخش مرکزی، ضلع جنوبی روستای تیس، ۱۵ متری غرب عیدگاه واقع شده و این اثر در تاریخ ۱۳ آبان ۱۳۸۶ با شمارهٔ ثبت ۱۹۷۷۳ به‌عنوان یکی از آثار ملی ایران به ثبت رسیده است.